# Children of Bodom
Children of Bodom és un grup de metal procedent de la ciutat d'Espoo, Finlàndia. La seva classificació dins d'un gènere concret és objecte de controvèrsia i debat entre la crítica i els admiradors. No obstant això, Alexi Laiho, vocalista i membre fundador de la banda rebutja aquestes etiquetes i prefereix que siguin considerats senzillament un grup de metal.

## Història
La banda es va formar l'any 1993 per l'actual vocalista i guitarrista Alexi Laiho i el bateria Jaska Raatikainen amb el nom de IneartheD. Amb IneartheD, tots els integrants originals de Children of Bodom, excepte el teclista que va entrar a formar part del grup quan van canviar el nom, editaren les seues primeres demos abans de fitxar per la discogràfica Spinefarm Records. L'actual nom prové d'un cèlebre crim, encara sense resoldre, ocorregut al llac Bodom en Finlàndia als anys '60; quan un atacant desconegut va assassinar a punyalades tres joves en meitat de la nit.
En el seu dia sorprengueren amb el seu disc Something Wild (1997) pel seu virtuosisme. El grup es va consolidar amb els seus dos següents treballs (Hatebreeder i Follow the Reaper) els quals els donaren a conèixer en tot Europa. Els seus temes plens de fúria i sentiment però amb un toc melòdic sempre present els han convertit en una de les grans influències de molts grups de heavy metal que sorgeixen en l'actualitat. Van seguir amb l'àlbum Hate Crew Deathroll, més dur i menys melòdic que mai. Poc després de treure aquest disc el guitarrista Alexander Kuoppala abandonà la formació sent reemplaçat per Roope Latvala.
Després d'una llarga gira per Europa i els Estats Units, editen un EP i un DVD, ambdós sota el títol Thrashed, Lost & Strungout, en el qual s'inclouen dos cançons noves i dues versions, Bed of Nails d'Alice Cooper i She's Beautiful d'Andrew W.K.. El DVD inclou diversos temes en directe de la que seria l'última actuació de la banda amb Alexander a la segona guitarra extrets del festival finlandès Tuska 2003, els videoclips dels nou temes Trashed, Lost & Strungout i Sixpounder i mitja hora de metratge en el que la banda recorre Hèlsinki, mostrant el llac Bodom, el local en el que assajaven i el club Tavastia. Després d'altra mini-gira pels EUA el grup va tornar a submergir-se en l'estudi per a començar la gravació d'Are You Dead Yet? el qual inclouria diversos elements industrials i presenta una innovació en l'estil de la banda.
In Your Face és el primer single d'Are You Dead Yet? i aconsegueix trencar motlles com mai abans ho havia aconseguit cap banda europea. El so és potent i cru, amb un lleuger toc de la nova escola i reduint la melodia d'altres entregues dels joves finlandesos. La sorpresa arriba amb el segon tema del single Oops!... I Did It Again una versió de la cantant pop Britney Spears.
El 10 d'octubre del 2006 es va llançar el nou DVD titulat Chaos Ridden Years - Stockholm Knockout Live, producció filmada el 5 de febrer a l'Arenan d'Estocolm (Suècia). La nova gravació conté més de 3h. completes dividides en: el show complet a Suècia dirigit per Patric Ullaeus, vídeos, fotografies i un documental inèdit sobre la història del grup.
En el 2008 llançaren el disc Blooddrunk, encara que també llançaren el single Tie My Rope. Amb este nou disc la banda espera una reacció positiva dels fans, ja que canvia un poc l'estil de la banda, encara que cal dir que l'essència segueix intacta, amb els sorprenent solos d'Alexi amb la guitarra acompanyats dels solos de Janne Wirman al teclat.
El 2009, tragueren a la venda el disc Skeletons in the Closet, un àlbum que conté quasi tots els covers fets per la banda fins al moment. El senzill de difusió d'aquest àlbum va ser Lookin' at my Backdoor, tema fet famós per la banda Creedence Clearwater Revival. El vídeo del cover, també és una paròdia del vídeo original.
Actualment es troben de gira per Europa promocionant el seu nou i seté àlbum d'estudi Relentless Reckless Forever, que va vore la llum el 8 de març de 2011 i que va tindre com a senzills les cançons Was It Worth It? i Ugly, aquesta última que dona nom a la gira.

## Membres

### Membres actuals
- Alexi "Wildchild" Laiho - cantant, guitarrista
- Henkka Blacksmith - baixista
- Jaska Raatikainen - bateria
- Janne Wirman - teclista
- Roope Latvala - guitarrista

### Membres antics
- Alexander Kuoppala – guitarrista (1996–2003)
- Jani Pirisjoki – teclista (1995–1997)
- Samuli Miettinen – baixista (1993–1995)

## Discografia
- Something Wild (1997)
- Hatebreeder (1999)
- Tokyo Warhearts (en directe, 1999)
- Follow the Reaper (2000)
- Hate Crew Deathroll (2003)
- Are You Dead Yet? (2005)
- Blooddrunk (2008)
- Skeletons in the Closet (2009)
- Relentless Reckless Forever (2011)
- Halo of Blood (2013)
- I Worship Chaos (2015)
- Hexed (2019)